# Asparagus schoberioides
Asparagus schoberioides — вид рослин із родини холодкових (Asparagaceae).

## Біоморфологічна характеристика

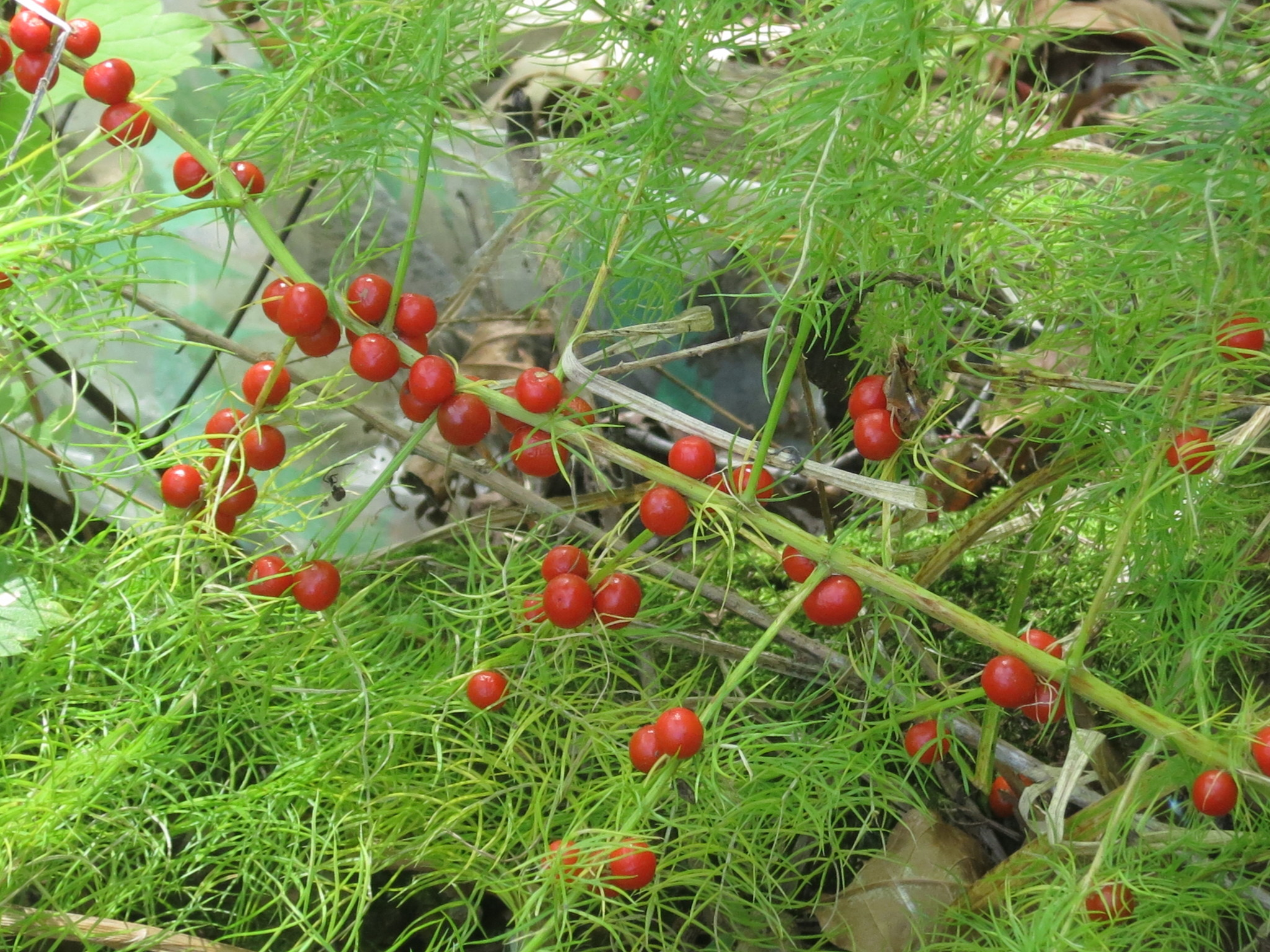

Це багаторічна дводомна трав'яниста рослина. Стебла прямовисні, до 1 м, неозброєні, дистально чітко смугасті; гілки кутасті чи іноді вузько-крилі. Кладодії зазвичай у пучках по 3 або 4, лінійні, вигнуті, 10–40 × ≈ 1 мм, плоскі, в основі 3-кутні, серединна жилка чітка. Листова шпора коротка. Суцвіття пазушні. Квітки обох статей у кластерах по 2–4, нерівні; квітконіжка ≈ 1 мм чи менше. Чоловічі квітки: оцвітина жовтувато-зелена, 2–2.5 мм. Ягода червона, у діаметрі ≈ 6 мм, зазвичай 1- чи 2-насінна. Період цвітіння: травень і червень; період плодоношення: серпень і вересень

## Середовище проживання
Зростає від Монголії через пд.-сх. Сибір, пн. Китай і Корею до Японії.
Зустрічається в лісах і на трав'янистих схилах, на висотах від 400 м до 2300 м над рівнем моря.

## Загрози й охорона
Загрози для цього виду залишаються невідомими. Проте існує кілька відомих загроз для лісів Китаю, головними з яких є незаконна вирубка та законна вирубка лісів через зростання населення та урбанізацію. Цей вид присутній у кількох заповідних територіях Росії.